# Mesteri

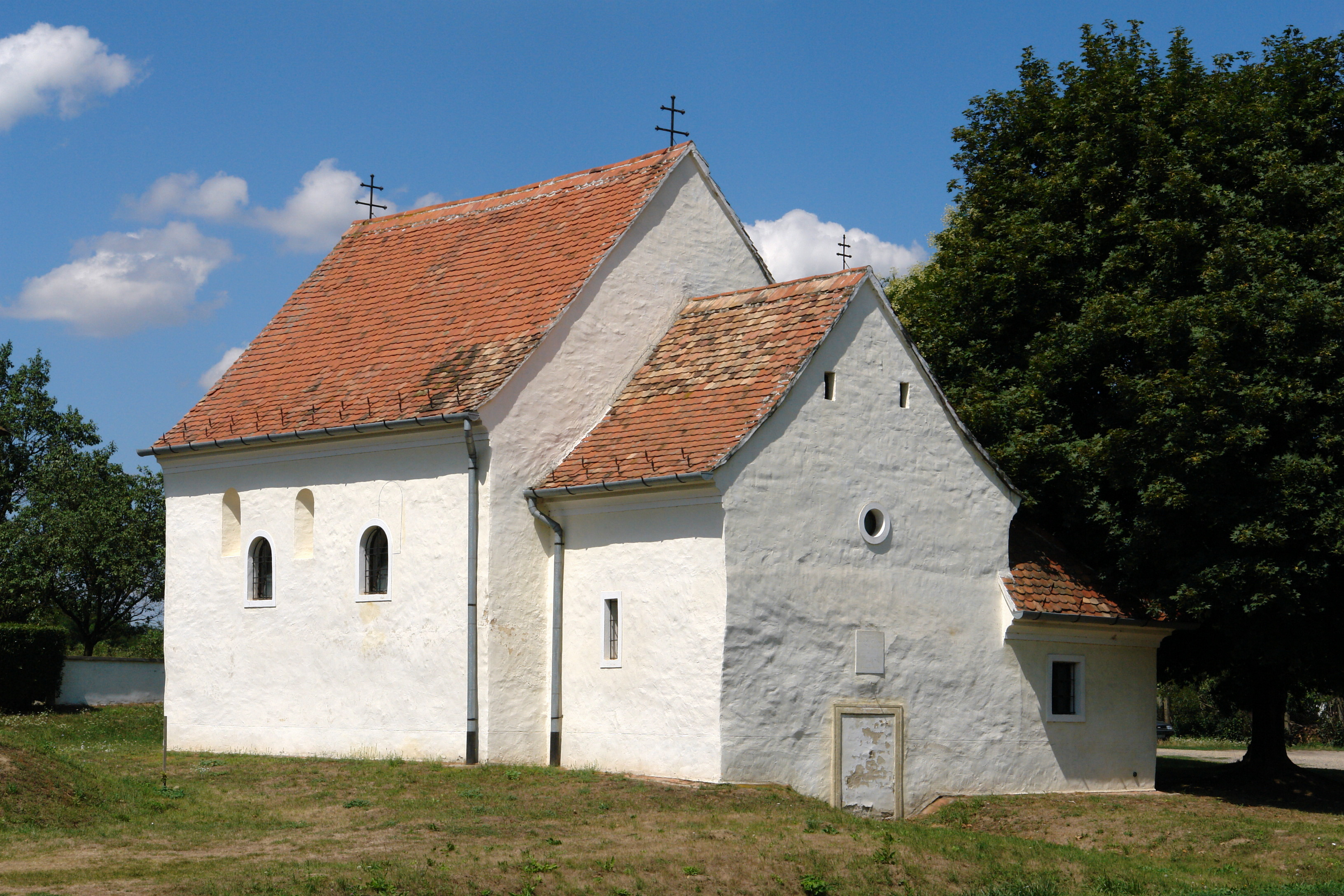
Mesteri, az Árpád-kori templom

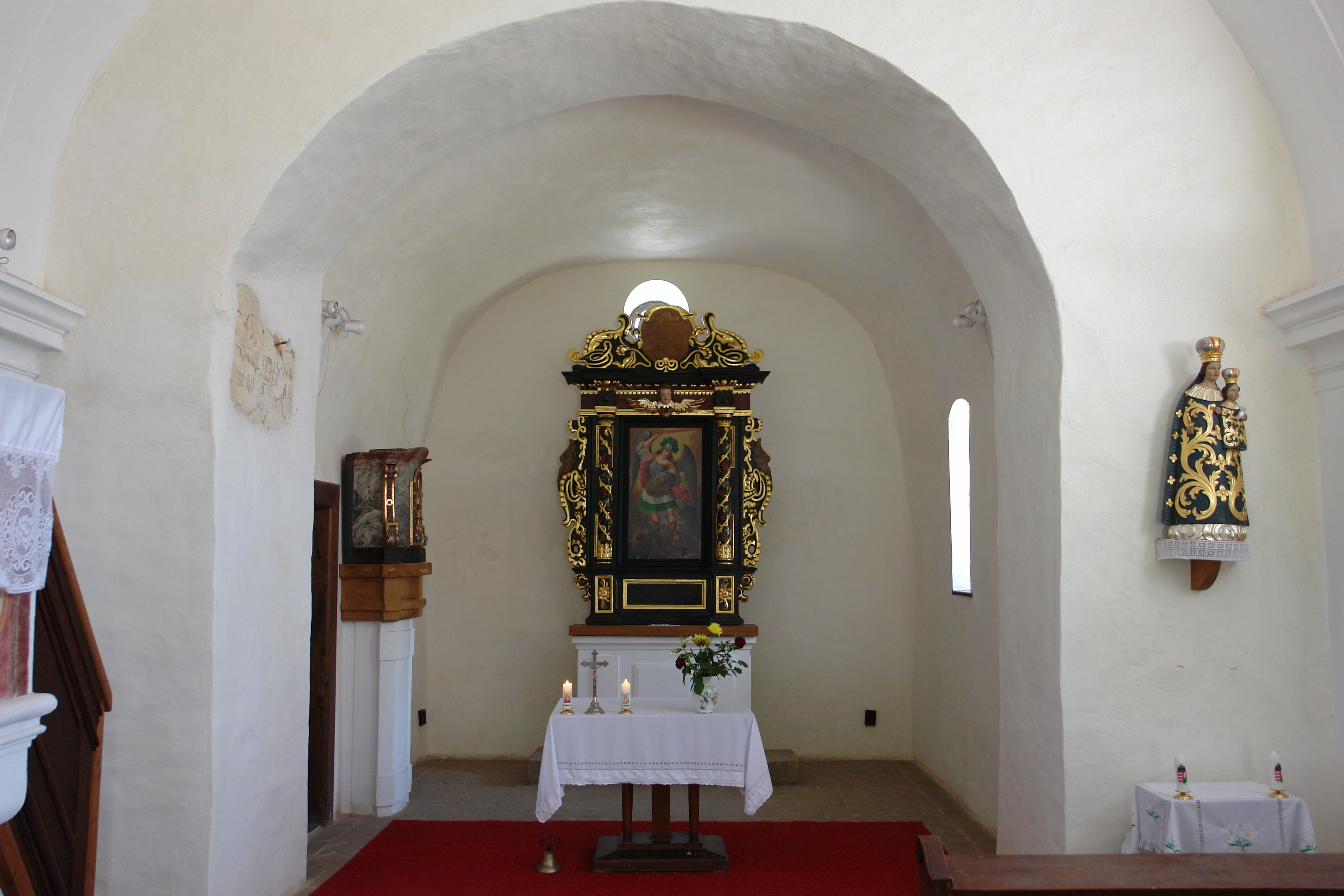
Az Árpád-kori templom szentélye

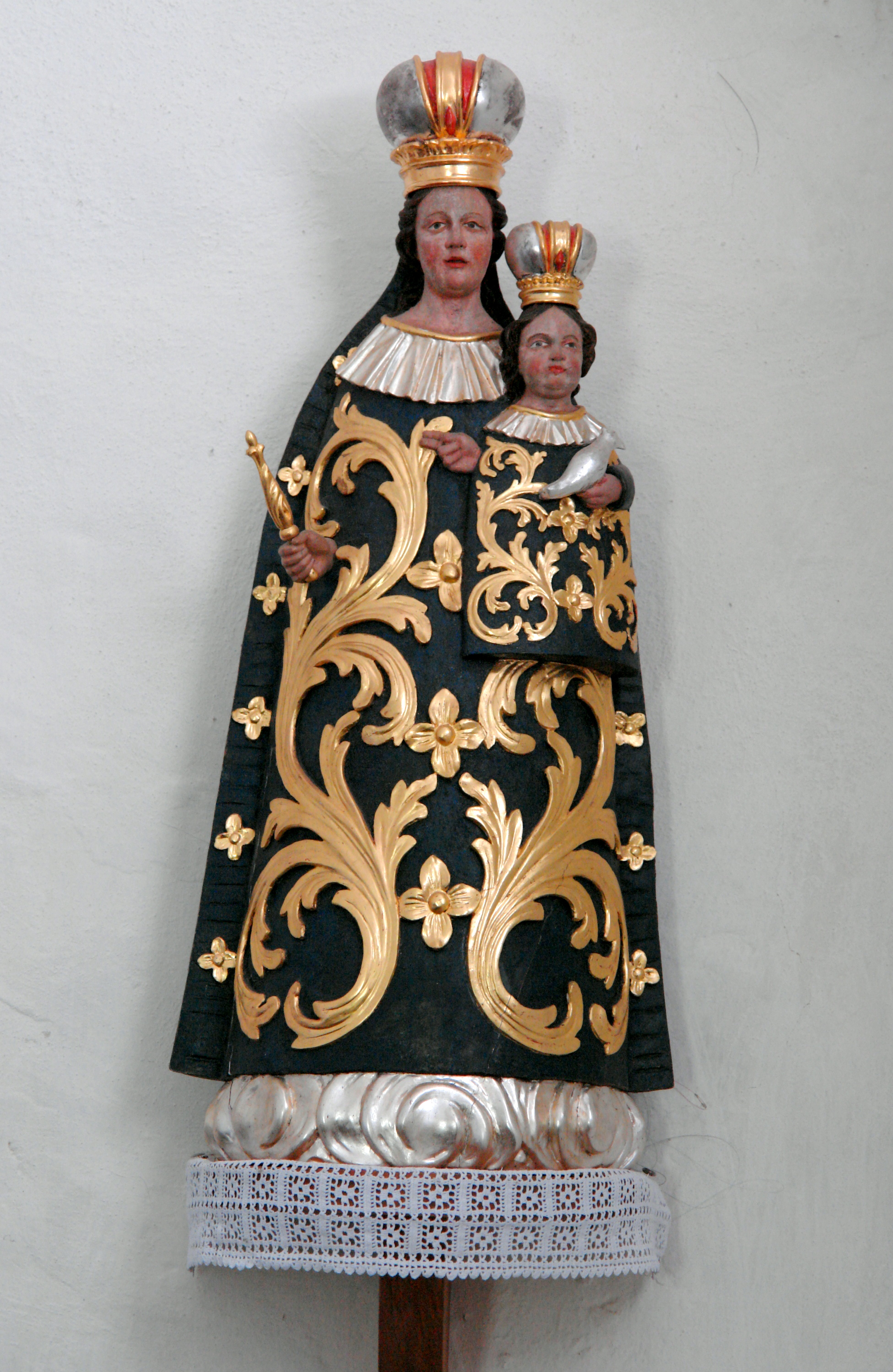
Barokk Mária szobor

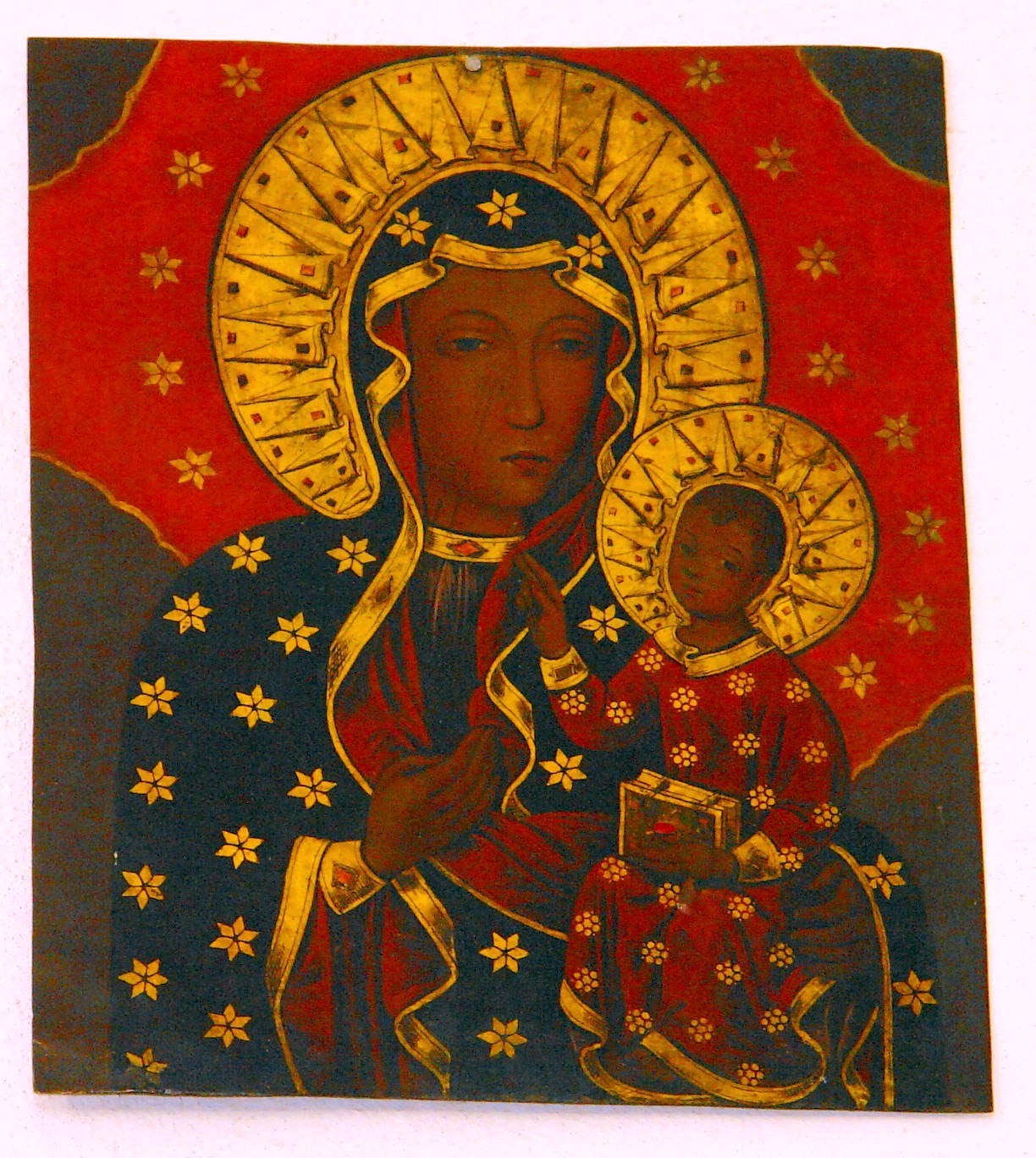
A częstochowai Fekete Madonna kegykép másolata az Árpád-kori templomban

Mesteri község Vas vármegyében, a Celldömölki járásban.

## Fekvése
A Ság-hegy nyugati oldalán, Celldömölktől 7, Sárvártól 15 kilométerre fekszik. Két fő településrésze Felsőmesteri (ide tartozik Intaháza is) és Alsómesteri (itt található a termálfürdő). A két korábbi község 1935-ben egyesült újra.

### Megközelítése
Mindkét említett város felől a 834-es főúton, majd arról a 8431-es útra letérve érhető el. Celldömölk központja, illetve a Ság-hegy, valamint Gérce-Vásárosmiske irányából a 8432-es, Kemeneskápolna felől a 8456-os úton lehet megközelíteni.
Vasútvonal nem érinti, a két legközelebbi vasúti csatlakozási lehetőség a Székesfehérvár–Szombathely-vasútvonal Nagysimonyi megállóhelye, vagy a négy vasútvonal által is érintett Celldömölk vasútállomás, mindkettő nagyjából 7-8 kilométernyi távolságra helyezkedik el Mesteritől.

## Története
A személynévként is alkalmazott magyar mester főnévből alakult, de az Alsómesteri határában virágzó korabeli városról, Mestreianaról is nyerhette nevét. Már az ősi időkben is lakott hely volt, határában vaskori sírhalmot is találtak.
Mesterit először 1293-ban és 1300-ban említik az oklevelek (1293 Mestur, 1300 Mestur, 1332 Mestury, 1454-ben Mesteri, 1459-ben Mestery 1497-ben Nogh Mestery). A helységnév változása ezekből az adatokból jól nyomon követhető.
Felsőmesteri birtokosai Kis-Mesteri vagy Hernád-Mesteri néven említik a falut. A határban lévő Inta megnevezése kezdetben Intapuszta, mai neve Intaháza. Az Árpádok korában bencés apácák éltek itt, majd 1367-ben a birtok a Sitkey család kezébe kerül.
Birtokos családok: Héder, Köcsky, Káldy, Bokody, Bekenyi, Mestery, Kelédy, Batthyány.
Alsómesterin vonult keresztül az úgynevezett városi út, amely Savariából Aquincumba vezetett. Az Árpád-házi királyok idején a karakói várispánsághoz tartozott. Földesura később a Batthyány család lett.
Vallási felekezetei: evangélikus és katolikus. Alsómesteriben van az evangélikus, Felsőmesteriben a katolikus temető.

## Nevezetességei
- Termálfürdő

1968-tól működik a 72 °C-os hévízre alapozott, mozgásszervi megbetegedések kezelésére ajánlott fürdő. Az 1800 m mélységből feltörő termálvíz a kalcium-magnézium-hidrogénkarbonátos termálvizek csoportjába tartozik.
- Ság-hegy
- Árpád-kori templom

Az Árpád-kori templom a falutól nyugatra, egy szokatlan dombon áll. Körülötte árok. A kutatás során kiderült, hogy a domb mesterséges és vaskori halomsír volt, amire ráépítették a templomot.
A templom román stílusban épült a XIII. század második negyedében. A déli hajófalon – a nyugati oromfalon előkerülő befalazott, illetve átfalazott ablak- és ajtónyílások csakúgy ezt bizonyítják, mint a templom alaprajza.
A Szent Mihály arkangyal tiszteletére épített templom falusi templom, kelet-nyugati irányba tájolt, egyhajós, nyugati karzattal. Közel négyzetes, egyenes záródású szentélyéhez annál kétszer hosszabb, síkmennyezetes hajó csatlakozott, melynek nyugati oldalán, de nem a tengelyében, hanem északi oldalán volt felépítve a tornya. Így a nyugati oromfalon előkerült ajtónyílás közül az egyik kijárat  volt a templomból a szabadba, a másikon be lehetett jutni a toronyba.
Az ásatás során megtalált templom Nagykeszi (Gyepükaján) elpusztult középkori falu templomának alaprajzához hasonlít. A templom Ság hegyi vulkáni eredetű bazalttufából épült, szentélye kőből boltozott, hajója síkmennyezetes volt.
A török hódítás ideje alatt és a reformáció korszakában az épületet nem használták, illetve csak ritkán. Elhanyagoltságát és elhagyatottságát, sodródását a pusztulás felé néhány bekarcolással – mely csak töredéke az összesnek – mutathatjuk be. A bekarcolt évszámok közül a legkorábbi 1625, a legrégebbi 1697-es volt.
A templom életét a visitator-ok leírásából követhetjük nyomon. 1697-ből a templom körül egy temetőt jeleznek, amely nincs bekerítve. A szószéket a XVII. században építették. A torony akkorra már nincsen meg.
1697 és 1754 között a Békássy család kriptát építtetett és a templomon is javításokat végeztetett. A munkálatok ezután is folytatódtak, 1754 és 1781 között új boltozatot építettek, a templomhoz sekrestyét is csatoltak a család megbízására. 1812-ben a nyugati oldalon fa harangláb állt, amelyet 1855 körül áthelyeztek a déli oldalra.
A keleti szentélyfalon új ajtónyílást is kialakítottak a korábbi helyett, amelyik a szentély középvonalában a diadalív előtt indult. Ekkor köpenyezték téglával a középkori téglaboltozatot, csakúgy, mint a súlyos barokk boltozat miatt szétesésnek induló XIII. századi támpilléreket. A templom köré a temető földjét felhalmozták, szintén statikai megfontolások alapján. A népies barokk oltár Szent Mihály szobrát a kriptába helyezték az utolsó odatemetett Békássy családtaggal, akinek márványtábláján, a szentély keleti falán ez olvasható:
„Itt nyugszik

Hertelendy Miklósné

sz. Békássi Mária

született: 1823. jan. 11-én

meghalt: 1855. május 2-án

vele nyugszik 1 éves fia,

Béla

Béke hamvaikra”
Az oltárra az eltemetett Szent Mihály helyett festmény került a férj jóvoltából. A templomon ezután nagyobb átalakítás nem történt. A második világháború után a kevés hívő miatt lassú pusztulásnak indult. A helybeliek közül sokan igyekeznek megmenteni a templomot. Régészeti feltárására a 80-as években került sor.
- Batthyány-Strattmann–Zathureczky–Gyömörey-kastély (Felsőmesteri-Intaháza)
- Dukai Takách–Bárdossy-kúria

A volt Alsómesteriben van a Bárdossy-kúria, ami ma polgármesteri hivatal, orvosi rendelő, kultúrház és könyvtár. A kúria kéthektáros angolparkja szépen rendezett. A kúriát többször is bővítették. A Bárdossy család az egyik legrégebbi magyar család. Vasvármegyében a XVII. században volt a legelterjedtebb. Rokonságban állottak a Kisfaludy, Hertelendy és Szelestey családokkal.
A mesteri evangélikus temetőben található a Bárdossy család kriptája a családi címerrel, amelyeken az alábbi nevek szerepelnek: Bárdossy Imre, Dukai Takács Gizella, Bárdossy Zoltán, Bárdossy Laura és néhány olvashatatlan név. Mesteriben a család kihalt, illetve elszármaztak. Híres közülük Claire Kenneth írónő.

## Közélete

### Polgármesterei
- 1990–1994: Góczán Győző (független)[3]
- 1994–1998: Góczán Győző (független)[4]
- 1998–2002: Ifj. Csirkovics Gyula (független)[5]
- 2002–2006: Ifj. Csirkovics Gyula (független)[6]
- 2006–2008: Fehérné Bokányi Judit Vilma (független)[7]
- 2009–2010: Lórántfy Tibor (független)[8]
- 2010–2014: Lórántfy Tibor (független)[9]
- 2014–2019: Lórántfy Tibor (független)[10]
- 2019–2024: Lórántfy Tibor (független)[11]
- 2024– : Horváth Dániel (független)[1]

A településen 2009. január 11-én időközi polgármester-választást kellett tartani, az előző polgármester lemondása miatt.

## Népesség
A település népességének változása:
| Lakosok száma | 264  | 276  | 270  | 247  | 273  | 265  | 273  |
|               | 2013 | 2014 | 2015 | 2021 | 2022 | 2023 | 2024 |

A 2011-es népszámlálás során a lakosok 63,3%-a magyarnak, 1,2% németnek mondta magát (36,7% nem nyilatkozott; a kettős identitások miatt a végösszeg nagyobb lehet 100%-nál). A vallási megoszlás a következő volt: római katolikus 30,5%, református 0,8%, evangélikus 12,5%, felekezet nélküli 6,3% (50% nem nyilatkozott).
2022-ben a lakosság 87,9%-a vallotta magát magyarnak, 1,8% ukránnak, 1,5% németnek, 0,4% cigánynak, 0,4% szlováknak, 0,4% horvátnak, 4% egyéb, nem hazai nemzetiségűnek (9,9% nem nyilatkozott; a kettős identitások miatt a végösszeg nagyobb lehet 100%-nál). Vallásuk szerint 33,7% volt római katolikus, 18,7% evangélikus, 4% református, 1,8% ortodox, 0,7% egyéb katolikus, 10,3% felekezeten kívüli (30,8% nem válaszolt).